# Masakra w Darajji
Masakra w Darajji – pacyfikacja i zbiorowe egzekucje w mieście kontrolowanym przez rebeliantów i zamieszkałej przez sunnickich przeciwników syryjskiego reżimu Baszara al-Asada, dokonane przez syryjską armię 24 sierpnia 2012 roku podczas wojny domowej w Syrii, w wyniku czego, według różnych szacunków, zginęło 320–400 osób. Była to najbardziej krwawa masakra w trakcie syryjskiego konfliktu.

## Tło
Wojna domowa w Syrii wybuchła 15 marca 2011 roku. Początkowo były to masowe demonstracje niezadowolonego społeczeństwa syryjskiego z sytuacji życiowej, które były krwawo tłumione przez siły bezpieczeństwa. Skutkiem tego było powołanie latem 2011 roku Wolnej Armii Syrii przez oficerów armii narodowej. Od tego momentu dezerterujący żołnierze z armii Baszara al-Asada, byli zrzeszani wokół formacji opozycyjnej, która podjęła walkę partyzancką. Przez 14 miesięcy konfliktu życie straciło ponad 15 tys. ludzi, głównie cywile.
W czasie wojny domowej armia dokonywała licznych masakr w syryjskich miastach, atakując nieuzbrojonych cywilów z broni pancernej. Warta do odnotowania jest pacyfikacja Dżisr asz-Szughur z czerwca 2011 roku, czy masakra Hamy z końca lipca 2011 roku.
Hims był wówczas jednym z głównych bastionów rebeliantów, który od maja 2011 roku pozostawał oblężony przez armię syryjską. W czasie tego oblężenia dochodziło do zbrodni wojennych m.in. podczas ofensywy armii w dzielnicy Baba Amro w lutym 2012 roku. Hula, region położony na północ od Hims, to miejsce innej zbrodni sił rządowych znanej jako Masakra w Huli.
Wobec zaogniającej się sytuacji w Syrii najpierw Liga Państw Arabskich, a następnie Organizacja Narodów Zjednoczonych podjęły mediacje w celu osiągnięcia pokoju. Plonem tych zabiegów dyplomatycznych było wynegocjowanie pokojowego planu Annana na mocy którego miał obowiązywać od 12 kwietnia 2012 roku obustronny rozejm.
Jednakże de facto rozejm nie był respektowany przez siły rządowe, a w efekcie także przez rebeliantów. Ponadto reżim nie wypełnił żadnego z sześciu punktów planu Annana. W ramach tego planu wysłano do Syrii obserwatorów tworzących misję UNSMIS. Jednakże liczba 300 obserwatorów w szczytowym momencie okazała się niestarczająca by sprawnie monitorować sytuację w Syrii. Z czasem reżim dopuszczał się coraz większych pogwałceń rozejmu, czego punktem kulminacyjny była masakra w Huli z 25 maja 2012 roku, w której zginęło 108 osób oraz masakra w Al-Kubajr z 6 czerwca 2012 roku, gdzie zabito 78 osób.
7 czerwca 2012 roku Kofi Annan oficjalnie przyznał, że jego plan nie odniósł zamierzanych efektów, a Syria pogrążała się w wirze wojny domowej. Powiedział, że rozwiązaniem radykalizującego się konfliktu mogło być powołanie grupy kontaktowej z członkami RB ONZ i liczącymi się krajami arabskimi na czele. Miało to według Annana nie dopuścić do kolejnych masakr w Syrii. Rebelianci ubiegali się u utworzenie stref zakazu lotów nad Syrią i interwencję międzynarodową, jednak nie pozwalała na to postawa Rosji i Chin w RB ONZ, które wetowały wszelkie rezolucje.
Do zbrodni wojennych dochodziło coraz częściej, gdyż rebelianci nie byli w stanie sprostać uzbrojonej w ciężką broń armii Asada, ale ustanowili przyczółki oporu w wielu miastach i wioskach w całej Syrii, co skłaniało siły Asada do atakowania ich przy pomocy czołgów, helikopterów i artylerii.
W Syrii doszło do eskalacji przemocy do tego stopnia, iż 16 czerwca 2012 roku zawieszono misję obserwacyjną ONZ. Powołana grupa kontaktowa uchwaliła na konferencji genewskiej z 30 czerwca 2012 roku zasady transformacyjne po zakończeniu konfliktu, jednak nadal nie było wiadomo jak go rozwiązać. Siły rządowe wraz z alawicką milicją 12 lipca 2012 roku dopuściły się kolejnej masakry, tym razem w At-Turajmisie w prowincji Hama.
Po tym wydarzeniu rebelianci przypuścili szturm na Damaszek. W połowie lipca rebelianci zajęli kilka stołecznych dzielnic i dokonali zamachu na władze państwowe w którym zginął m.in. syryjski minister obrony. Po tym ciosie dla reżimu armia przystąpiła do kontrofensywy, która zakończyła się niemal po miesiącu walk wyparciem rebeliantów z Damaszku. Jednak ci znowu podjęli ataki na stolicę, w związku z tym armia przystąpiła do pacyfikacji pobliskich miast kontrolowanych przez opozycjonistów. W ten sposób doszło do masakry w Darajji.

## Masakra
22 sierpnia 2012 roku armia rozpoczęła ostrzał miasta Darajja, co poprzedziło wejście wojsk naziemnych. Przed rozpoczęciem nalotów toczono rozmowy na temat wymiany więźniów, jednak zakończyły się one fiaskiem, co spowodowało decyzję o ataku na Darajję. W ciągu dwóch dni bombardowań w mieście śmierć poniosły 53 osoby. 24 sierpnia 2012 podjęto szturm na kryjówki rebeliantów w centrum miasta Darajja. Na ulicy al-Thawra w centrum Darajji widziano setki żołnierzy i dziesiątki czołgów. Ofensywa zakończyła się przejęciem przez wojsko tej dzielnicy.
Jak się okazało w czasie pacyfikacji armia dokonywała masowych egzekucji na cywilach i bojownikach. W dniach 25-26 sierpnia 2012 roku znaleziono ciała ponad 300 pomordowanych osób, głównie cywilów. Początkowo opozycja ogłosiła, iż znalazła 200 ciał z czego 80 osób zidentyfikowano. Wśród ofiar byli rebelianci, cywile, w tym kobiety i dzieci, w tym rozstrzelaną 8-letnią dziewczynkę. Ciała były odnajdywane w domach, na ulicach i pod meczetem co sugerowało przeprowadzanie zbiorowych egzekucji. Na jednym z filmów nakręconych przez świadków, w piwnicy widoczne były 120 ciała pomordowanych. Niektóre z nich były spalone. Dalsze raporty mówiły o nawet 320 zamordowanych osobach.
Po masakrze armia wycofała się z miasta, jednak 27 sierpnia 2012 roku powróciła do kilku dzielnic, w których dokonano aresztowań. 28 sierpnia 2012 roku rebelianci podali, iż doliczyli się 400 ofiar masakry oraz że aresztowano 1755 osób. Lokalne Komitety Koordynacyjne podały oszacowały liczbę zabitych na 633 osób. Strona rządowa utrzymywała, że za masakrą stały grupy terrorystyczne.
Po masakrze, Sekretarz Generalny ONZ zaapelował o przeprowadzenie natychmiastowego śledztwa. Szef Komisji Praw Człowieka ONZ uznał, że popełniono kolejną zbrodnie wojenną. Część rebeliantów kolejny raz wezwała społeczność międzynarodową do interwencji w Syrii, gdyż podobne masakry powtarzały się coraz częściej.